# Кучук-Коджалар
Кучу́к-Коджала́р (укр. Кучук-Коджалар, крымскотат. Küçük Qocalar, Кучюк Къоджалар) — исчезнувшее село в Ленинском районе Республики Крым, располагавшееся на западе района и Керченского полуострова, примерно в 1 км к югу от современного села Ильичёво. Сейчас на месте селения — домовладение, зарегистрированное как Подгорная улица, дом 13 села Ильичёво.

## История
Первое документальное упоминание села встречается в Камеральном Описании Крыма… 1784 года, судя по которому, в последний период Крымского ханства Кучук Хожалар входил в Арабатский кадылык Кефинского каймаканства. После присоединения Крыма к России (8) 19 апреля 1783 года, (8) 19 февраля 1784 года, именным указом Екатерины II сенату, на территории бывшего Крымского Ханства была образована Таврическая область и деревня была приписана к Левкопольскому, а после ликвидации в 1787 году Левкопольского — к Феодосийскому уезду Таврической области. После Павловских реформ, с 1796 по 1802 год, входила в Акмечетский уезд Новороссийской губернии. По новому административному делению, после создания 8 (20) октября 1802 года Таврической губернии, Кучук-Коджалар был включён в состав Парпачской волости Феодосийского уезда.
По Ведомости о числе селений, названиях оных, в них дворов… состоящих в Феодосийском уезде от 14 октября 1805 года, в деревне, записанной, как Азгана-Коджалар, числилось 4 двора и 32 жителя. На военно-топографической карте генерал-майора Мухина 1817 года деревня Кучук Кочалар обозначена также с 4 дворами. После реформы волостного деления 1829 года Кучук Коджеле, согласно «Ведомости о казённых волостях Таврической губернии 1829 года», отнесли к Агерманской волости (переименованной из Парпачской). На карте 1836 года в деревне 3 двора, а на карте 1842 года Кучюк Коджалар обозначен условным знаком «малая деревня», то есть, менее 5 дворов.
В 1860-х годах, после земской реформы Александра II, деревню приписали к Арма-Элинской волости. Согласно «Списку населённых мест Таврической губернии по сведениям 1864 года», составленному по результатам VIII ревизии 1864 года, Кучук-Коджалар — татарская деревня с 1 двором и 13 жителями при колодцах, при этом, по обследованиям профессора А. Н. Козловского начала 1860-х годов, в селении «пользуются дождевой водой, собираемой в аутах и запрудах» (Аут — небольшой пруд в степном Крыму, наполнявшийся дождевой и талой водой). На трёхверстовой карте Шуберта 1865—1876 года в деревне Кучук-Коджалар обозначено 3 двора. По «Памятной книге Таврической губернии 1889 года», по результатам Х ревизии 1887 года, в деревнях Биюк-Коджалар, Кучук-Коджалар, Бабык и Чокул (уже Петровской волости) вместе числилось 85 дворов и 436 жителей. В дальнейшем в доступных источниках не встречается.